# Mokraja Bujvola
La Mokraja Bujvola (in russo Мокрая Буйвола?), nel corso superiore Bujvola e Malaja Bujvola, è un fiume della Russia europea meridionale; è un affluente di sinistra della Kuma. Scorre nel Territorio di Stavropol'. 
Il fiume ha origine sulle alture Prikalausskie, si tratta di un fiume stagionale: in assenza di pioggia si prosciuga nel corso inferiore. Ha una lunghezza di 151 km, il suo bacino è di 2 490 km². La città di Blagodarnyj si trova lungo il suo corso. Incontrando la Kuma, a 301 km dalla foce, il fiume forma un pittoresco specchio d'acqua dolce con una superficie di 740 ettari, ora situato all'interno della città di Budënnovsk.